# Wurzel-Jesse-Fenster (Les Iffs)

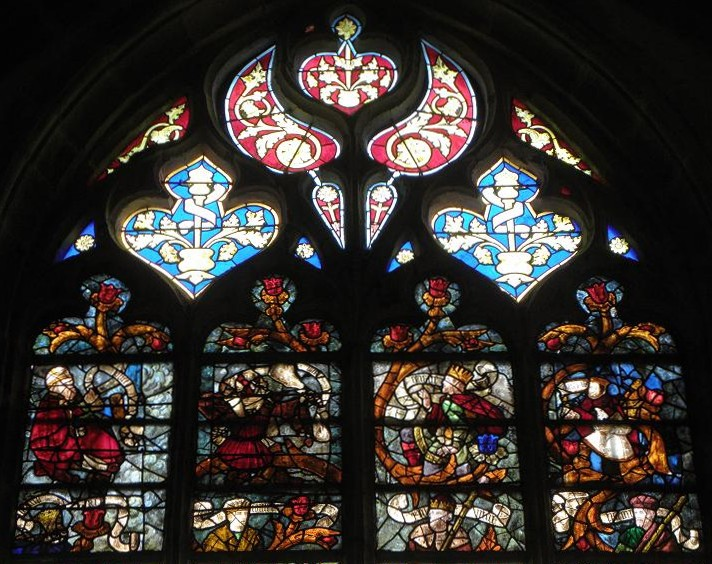
Wurzel-Jesse-Fenster in Les Iffs

Das Wurzel-Jesse-Fenster in der katholischen Pfarrkirche St-Ouen in Les Iffs, einer französischen Gemeinde im Département Ille-et-Vilaine in der Region Bretagne, wurde im 16. Jahrhundert geschaffen und 1889 vom Atelier Lecomte et Colin in Rennes ergänzt und neu zusammengesetzt. Das Bleiglasfenster wurde 1906 als Monument historique in die Liste der geschützten Objekte (Base Palissy) in Frankreich aufgenommen.
Das vier Meter hohe und 2,70 Meter breite Fenster zeigt die Wurzel Jesse, ein weit verbreitetes Bildmotiv der christlichen Kunst des Mittelalters und der frühen Neuzeit. Es wird der Stammbaum Christi in Gestalt eines Baumes dargestellt, der aus der Figur Jesses herauswächst. Das Fenster weist viele fehlende Teile auf, die nur teilweise erneuert wurden.
Neben diesem Fenster sind noch acht weitere Fenster aus der Zeit der Renaissance in der Kirche erhalten (siehe Navigationsleiste).

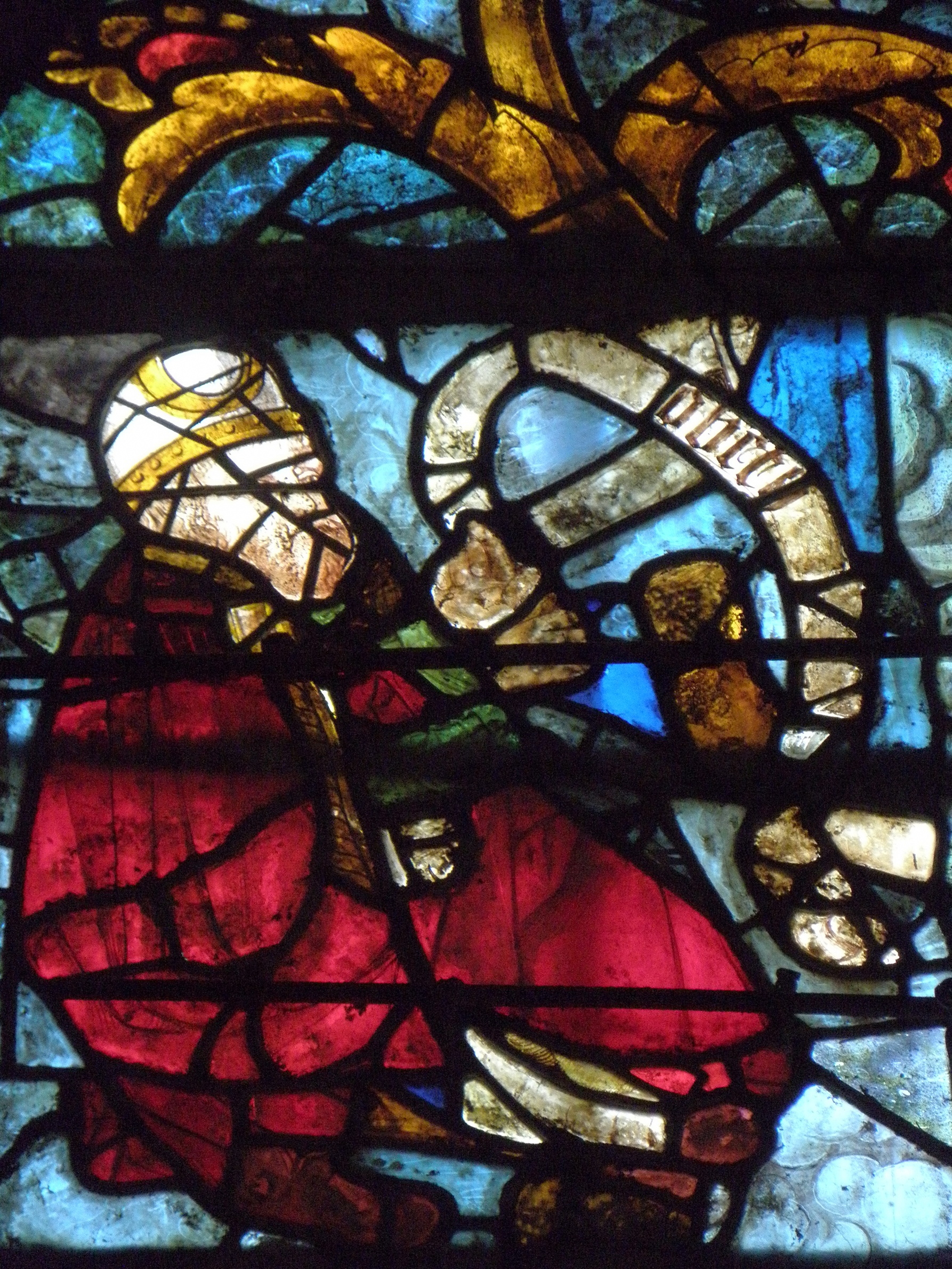
Abija
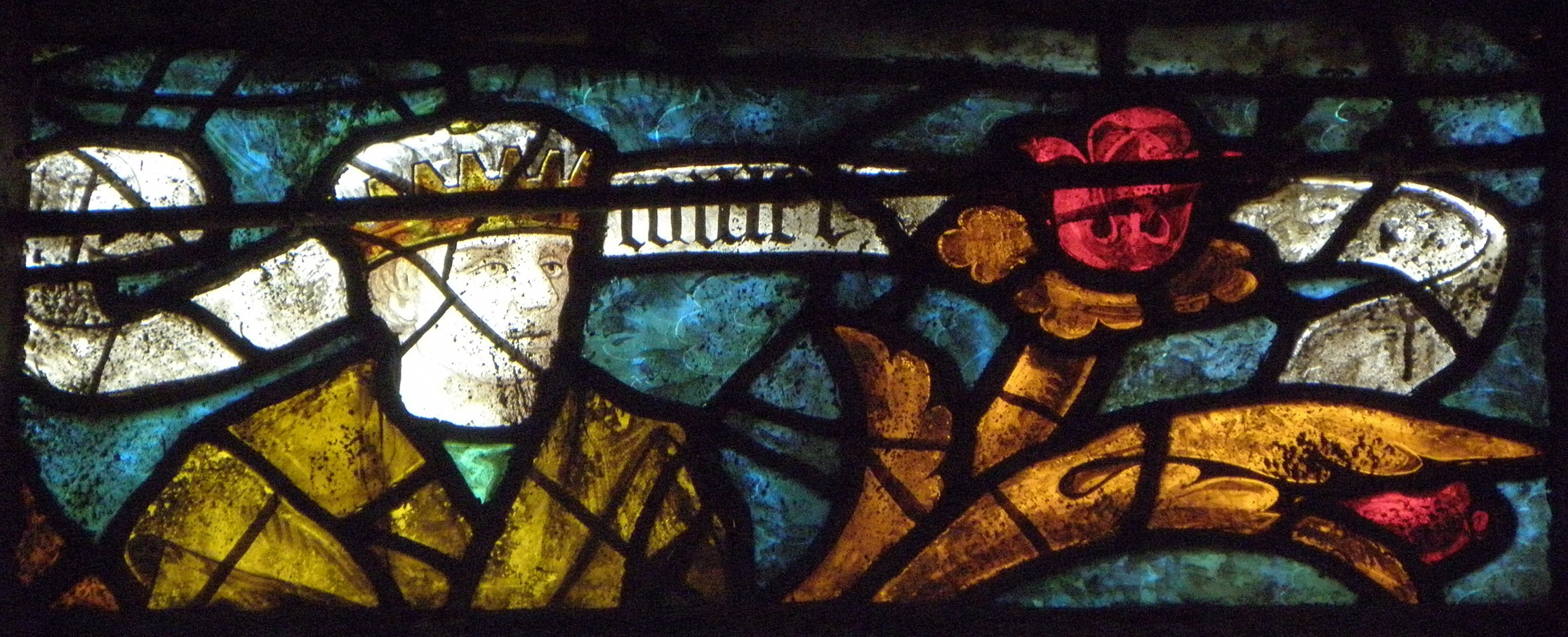
?
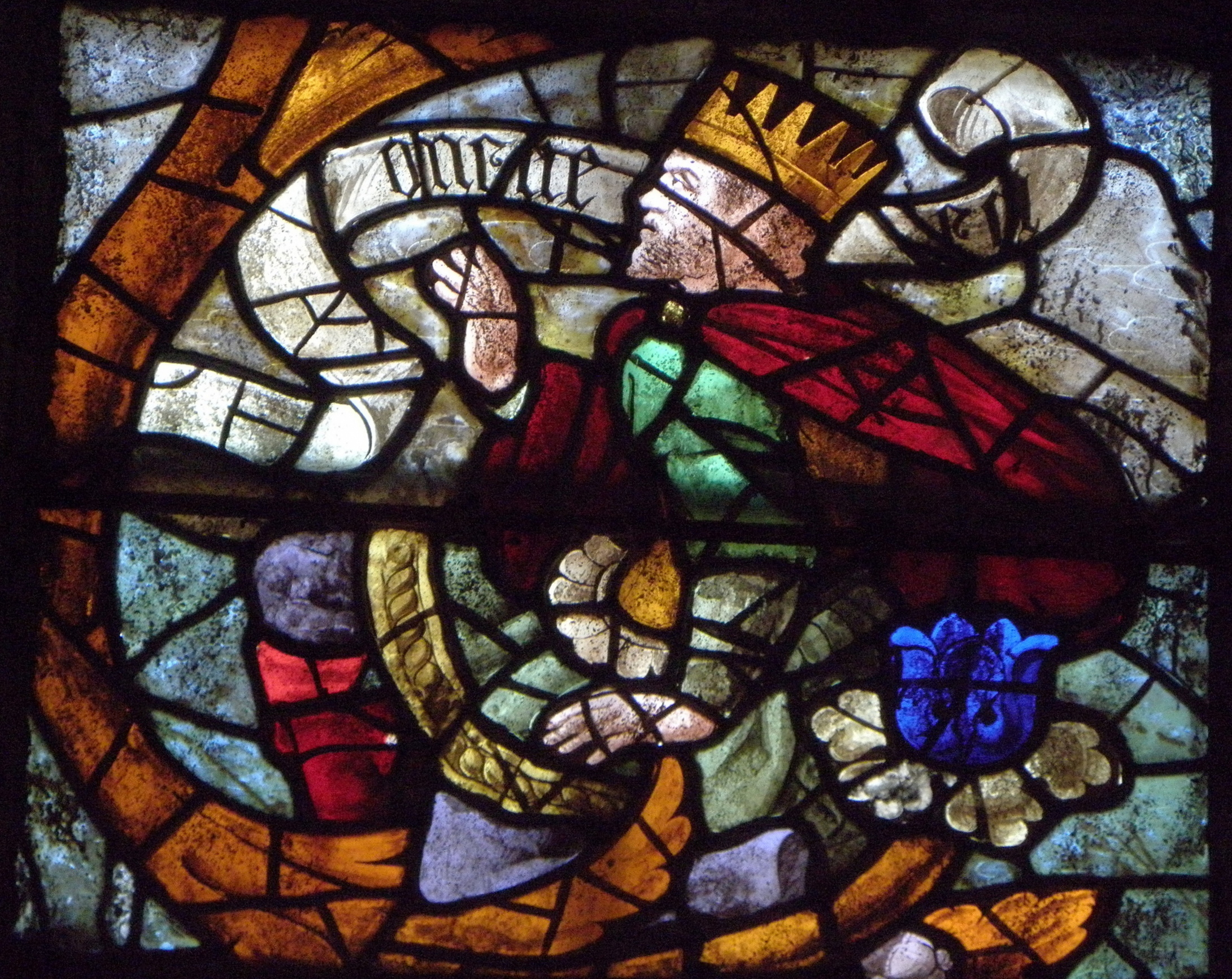
?
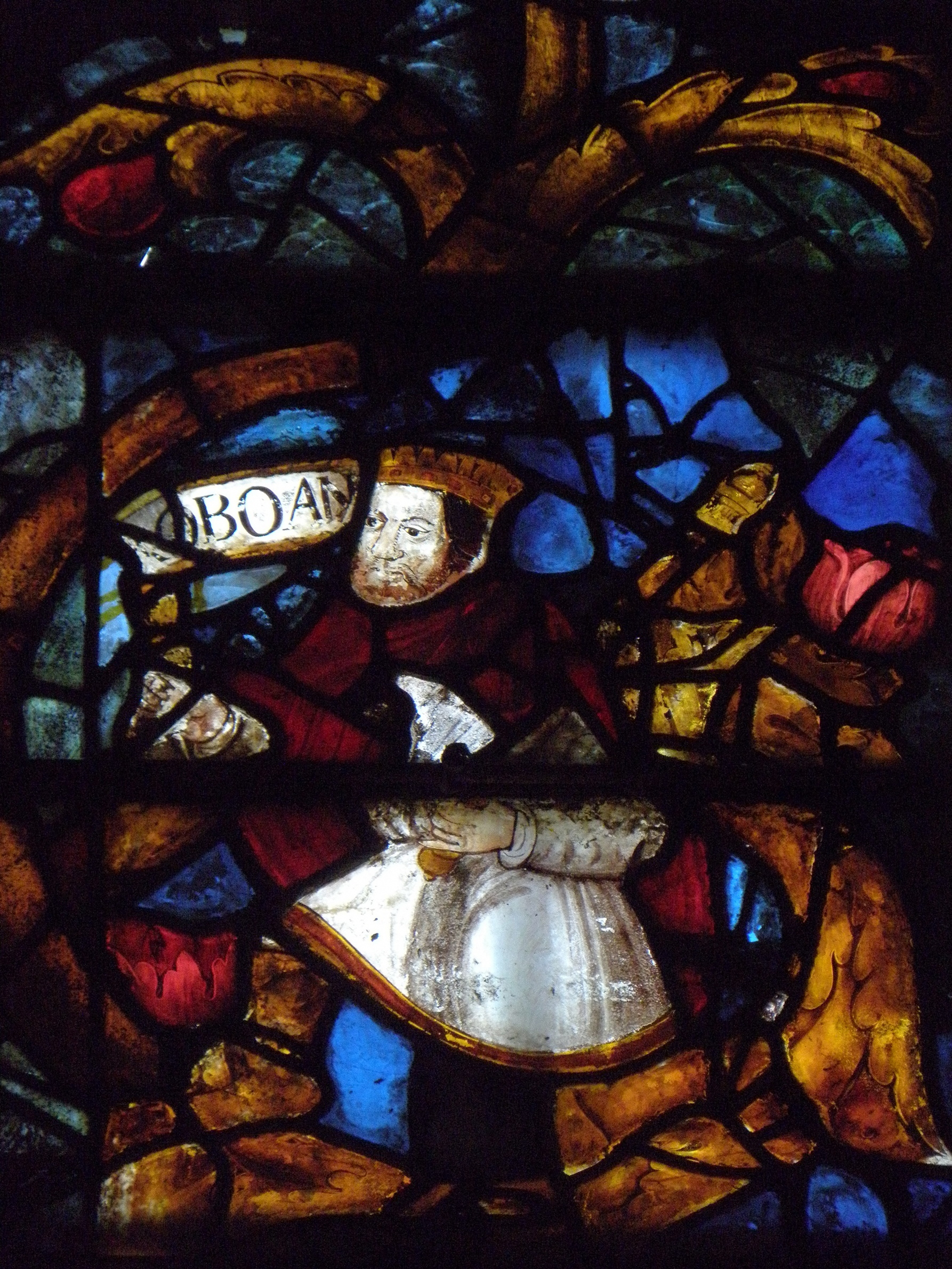
?